# Vidding
Vidding es el proceso de la creación de videos musicales hechos y editados por fanes en los medios de comunicación, usando clips de series y películas, combinados con canciones y música.
Se trata de un modo de expresión surgido en los años 1970, nacido entre los fanes de Star Trek (quizá habría que decir "las" fanes, debido a que la mayor parte de las fuentes coinciden en que se trata de una actividad eminentemente femenina).
Esta práctica se ha ido extendiendo poco a poco, contando ahora con una comunidad de miles de vidders alrededor del mundo.
A través del vidding, el creador puede explorar un personaje de alguna película o serie de televisión, apoyar una pareja romántica entre los personajes, criticar o celebrar lo original, o señalar un aspecto importante.
Estos videos son conocidos como fanvideos o fanvids, y a los editores se les conoce como vidders, como el resultado de vidding, vids, videos o fan-videos.
Los seguidores del vidding, ven los videos porque son videos musicales de sus películas o series de televisión favoritas.

## Historia
El vidding comenzó en 1975, cuando Kandy Fong proyectó un video de imágenes combinado con música, de Star Trek, en un proyector de diapositivas. Sus videos fueron presentados en las convenciones de fanes.
A mediados de los años 1970, los vidders comenzaron a producir videos de acción en vivo que se registraron en los medios de comunicación, los cuales se pudieron mostrar en las convenciones de fanes. Para la realización de estos vids, fanvids o fan videos, se necesita una técnica sustancial, creatividad y la habilidad artística necesaria.
En la evolución que ha sufrido el vidding, está la influencia de tres tecnologías distintas: las herramientas de edición domésticas; la evolución de los formatos y medios en los cuales se transmiten los vids; y el modo de comunicación entre los vidders.
Los primeros vids de los años 1990 eran muy simples. Uno de los primeros de esta época pertenece a la serie Starsky & Hutch, realizado por Kendra H y Diana B; y consiste en una imagen fija de la cara de Hutch a lo largo de toda la canción. Muchos otros consistían en varios clips (2 o 3) con música.
Cuando los videos domésticos (reproductores/grabadores de video) estuvieron disponibles, los fanes empezaron a utilizarlos. Para ello era necesario utilizar varios videos para conseguir crear el vid. Normalmente se usaban videos VHS. El trabajo de edición era muy complejo y era necesaria una gran planificación y paciencia. Los tiempos de la canción a utilizar se medían con un cronómetro, ya que el contador del video raramente se correspondía con el tiempo real (o con una posición concreta de la cinta) (Coppa 2008, Jenkins 2006).
Los clips tenían que ser seleccionados y medidos con antelación, para luego ser reproducidos y grabados en el orden concreto en el que debían aparecer. Los vidders tenían que tener en cuenta que la cinta de video se rebobinaba ligeramente cuando se paraba, y tenían que familiarizarse bien con el equipo. El audio sólo podía incorporarse una vez que todos los clips de video ya se habían montado, de modo que un vidder que intentara editar al ritmo de la música o sincronizar un movimiento con un punto particular de la música, debía ser muy meticuloso.
En cuanto a la calidad del video, los fragmentos se regrababan hasta 4 o 5 veces a partir del episodio original antes de llegar a la cinta máster de una convención, y posteriormente a cada copia individual. Es por ello, que aunque la copia original hubiese tenido buena calidad, se iba perdiendo a lo largo de las diversas grabaciones y las cintas que contienen vids de este periodo siempre están un poco borrosas.
Con el auge de los medios digitales y de softwares básicos de edición como Windows Movie Maker y iMovie, así como los softwares profesionales de edición como Adobe Premiere, Sony Vegas y Final Cut Pro, el número de vidders ha incrementado, sin embargo, debido a la preocupación de que el público no entienda los fan-videos, así como su contexto, y algunos problemas por los derechos de autor, muchos de los vidders experimentados no han podido mostrar su trabajo en sitios tales como YouTube o Vimeo.
Belengar (17 de octubre de 2009). «Historia del Vidding». Vidding.

## Escuelas delvidding
- Media West Vidders: Creada en conjunto con la convención de fanes "MediaWest Con", que empezó en los años 70, en donde asignaban una sala de videos. Los videos se mostraban repetidamente, y la gente los veía durante el día. Este tipo de videos "Media West", son hechos para la gente que no les da un gran contexto. Frecuentemente son videos espectaculares y divertidos.

- Living Room West Vidders: Seguidores de Mary Van Deusen. Los videos están designados para ser vistos por muchos fanes en un ambiente silencioso, y llaman a los espectadores a tener una familiaridad con el material, y a estudiar las elecciones visuales del video, viéndolo varias veces, para que el argumento del vidder pueda ser entendido, lo que incluye: entender el texto, material, la canción, y ver las metáforas y alteraciones de las escenas originales.

- San Francisco Vidders: Aquí es similar a Mary Van Deusen y sus seguidores, pero con una sensibilidad de escuela de arte. Esta escuela surgió a finales de los años 1990 y principios de los años 2000, y tiene una mayor preocupación por el uso visual y el diferente uso del color y el movimiento (a diferencia del vidding clásico).

En la era de YouTube y otros sitios de video en Internet, hay un gran cruce con cada una de las diferentes escuelas.

## Contenido
Los vids, fanvideos o fanvids, son creados con el material de películas, programas o series de televisión y videos musicales. En éstos, la música, en lugar de ser sólo una banda sonora, tiene la función de analizar. En su mejor momento los fanvids son una mezcla de narración de cuentos o poesía visual, una forma de ensayo visual que representa la perspectiva del autor o vidder. Los peores fanvids pueden ser un conjunto de escenas pegadas sin sentido.
Los vidders manejan diferentes estilos de edición, algunos trabajan con canciones lentas y hacen ediciones sencillas con gran significado, mientras que otros utilizan efectos y hacen sus trabajos más llamativos. Algunos utilizan ambos estilos.
Muchos de los vidders proyectan el romanticismo de sus parejas favoritas (en películas o series), a través de los videos. En ocasiones si la pareja que apoyan no es la oficial, hacen manipulaciones con los clips de manera que parezca que la pareja es real, o inventan una historia (a lo que se le conoce como AU's). También inspiran sus videos en los personajes, actores, etc.
Laura Shapiro and Francesca Coppa (30 de marzo de 2009). «Genealogy of Vidding». Vidding (en inglés). Archivado desde el original el 19 de abril de 2009. «The resulting videos, known as "vids," or "songvids," comment on, critique or otherwise interpret the filmic source.»

## Palabras utilizadas frecuentemente en elvidding
Vids- Refiriéndose a los "fan videos".
Fandom- Es una palabra que tiene su origen en el habla inglés conocida como Fan Kingdom, que se refiere al conjunto de aficionados a algún pasatiempo, persona o fenómeno en particular.
Collab/Multicollab- Se refiere a la unión de 2 o más "vidders", para editar un solo video.
MEP- Multi Editors Project- Unión de 3 a 5 "vidders/editores", para editar un video. Cuando son más de 5, se convierte en "Multicollab".
AU's- Alternate Universe- Videos en donde los vidders cambian a su gusto la historia, haciendo manipulaciones de los clips juntando algunas veces dos series o películas distintas.

## Derechos de autor y uso justo
Como la televisión y los medios en Internet cada vez se mezclan más con los nuevos medios y la digitalización, hay personas que crean su trabajo a través del material protegido con Derechos de Autor.
En los fanvids, se utilizan música y clips que están protegidos bajo estos derechos. Como resultado de esto, muchos abogados sostienen que constituyen una infracción a los Derechos de Autor. Sin embargo, otros como los de la "Organización por las Obras Transformadas" (Organization for Transformative Works), argumentan que los fanvids son una excepción a las infracciones de Derechos de Autor, ya que se utilizan sólo pequeños fragmentos de clips de una manera creativa, sin ningún ánimo de lucro, además de que éstos ayudan a promocionar y dar a conocer las series y películas en sitios como YouTube.
Organization for Transformative Works. «Organization for Transformative Works». Vidding. Archivado desde el original el 3 de marzo de 2012. Consultado el 19 de enero de 2012. «Las obras de los fans son transformativas y las obras transformativas son legítimas.»